# António Montes Moreira
António Montes Moreira O.F.M. GOIH (São Tomé do Castelo, Vila Real, 30 de Abril de 1935) é um bispo católico português.

## Biografia
Até à sua ordenação presbiterial a 13 de Julho de 1958, passou por Montariol (Braga), Varatojo (Torres Vedras), Convento dos Franciscanos (Leiria) e Seminário da Luz (Lisboa). Após a ordenação continuou os estudos na Universidade Católica de Louvaina (Bélgica) de 1958 a 1964, onde alguns professores foram peritos no Concílio do Vaticano II.
No Seminário da Luz (Lisboa) leccionou Sagrada Escritura e desempenhou também funções docentes no Instituto de Cultura Superior Católica (onde era director o P. António Ribeiro, futuro Cardeal-Patriarca de Lisboa). Nestes primeiros tempos de sacerdote foi também professor de Religião e Moral na Escola Agrícola da Paiã (Pontinha). No Seminário dos Olivais leccionou também durante um semestre a cadeira de Sacramentologia.
Nos primeiros anos do Concílio percorreu várias localidades do Patriarcado para divulgá-lo, juntamente com o P. António Ribeiro.
Desempenhou as funções de secretário da Faculdade de Teologia durante 13 anos. Naquele estabelecimento de ensino, exerceu também as funções de professor de História Eclesiástica.
Com uma tese de doutoramento sobre o primeiro bispo conhecido da diocese de Lisboa, D. António Montes leccionou, sobretudo, História da Igreja Antiga, Medieval e Moderna. Foi o orientador da tese de D. Manuel Clemente, bispo do Porto.
Em 1984 D. António Moreira foi eleito provincial dos Franciscanos (cargo desempenhado durante 7 anos) e conselheiro geral (durante 6 anos).
Foi director do Secretariado Geral da Conferência Episcopal Portuguesa.
Apesar de ser transmontano, D. António Montes passou grande parte da sua vida em Lisboa, ao todo 36 anos entre seminarista e padre.
A 13 de Junho de 2001 foi nomeado bispo da Diocese de Bragança-Miranda pelo Papa João Paulo II. Foi ordenado bispo a 14 de Outubro de 2001 por D. José Policarpo, D. António Rafael e D. Joaquim Gonçalves.
Por limite de idade, a sua resignação foi aceite a 18 de Julho de 2011.
A 19 de Junho de 2014 foi feito Grande-Oficial da Ordem do Infante D. Henrique.